# День работников гражданской авиации Азербайджана
Указом Президента Азербайджанской Республики Ильхама Алиева от 18 мая 2006 года, каждый год, 2 июня в Азербайджане отмечается, как День работников гражданской авиации Азербайджана.

## Предыстория
Именно в этот день, 2 июня 1938 года в Азербайджане была создана первая авиационная группа, положившая начало становлению гражданской авиации Республики.

## Законодательная база
Указом Президента Азербайджанской Республики Ильхама Алиева от 20 апреля 2007 года под № 565, в целях обеспечения деятельности Государственной администрации гражданской авиации Азербайджанской Республики было утверждено «Положение о Государственной администрации гражданской авиации Азербайджанской Республики».